# Цитозол
 Цитозол, вътрешноклетъчна течност или цитоплазмена матрица е ниско вискозната ,  организирана полутечност във вътрешността на клетката. По физически характеристики цитозолът е пихтиеста прозрачна суспензия от вода, микрочастици, протеини, микротръбички и филаменти, изграждащи цитоскелета на клетката. 

## Еукариотен цитозол
Цялото съдържание на клетката при еукариотните организми с изключение на клетъчното ядро се нарича цитоплазма. Цитоплазмата представлява около 54% от обема на еукариотната клетка. 
- При еукариотните клетки цитоплазмената течност е отделена от съдържанието на клетъчните органели посредством мембрани; например матрицата на митохондриите е отделена посредством мембрани от останалите съставки на цитозола. Независимо от това много метаболитни процеси и метаболитни пътища протичат в цитозола.

- Основната органела, намираща се в цитозола, е клетъчното ядро. То е заобиколено от ядрена мембрана, покрита с ядрени пори, които допускат в ядрото само молекули, не по-големи от 10 нанометра в диаметър.[6], [7]

### Растителен цитозол
- Растителните клетки са еукариоти, чийто цитозол се различава от животинския по присъствието на големи вакуоли за складиране на вода и микронутриенти, както и на метаболитно активните хлоропласти и пластиди.[8]
- Глюколизата е основен метаболитен път за клетъчното дишане на растенията, тъй като растителните митохондрии рядко използват за това мастни киселини, както основно в пластидите се разграждат нишестето на глюкозни мономери, а в цитозола става разграждането на захарозата. Докато пластидите третират глюкозата по подобен начин, както и микробиалната глюколиза, пластидите следват модифициран метаболитен път с неупотреба на АТФ, а с използване на дифосфати. [9]
- Растителният цитозол не притежава разтворими неорганични алкални пирофосфатази и съответно притежава по-високи концентрации на дифосфати. [10]

## Прокариотен цитозол
- При прокариотите почти всички метаболитни реакции се извършват в цитозола, докато само ограничен брой протичат в периплазменото пространство. В някои микроорганизми по-голяма част от клетката представлява цитозол. Прокариотният цитозол съдържа освен това клетъчния геном в структура, наречена нуклеоид. [11]
- Нуклеоидът е ирегулярна маса от ДНК и асоциираните протеини, отговорни за контрола на транскрипцията и репликацията на бактериалната генетична информация в бактериалните хромозоми и плазмиди.

## Еволюция на понятието
В началото на 20-и век клетката е била обобщавана като протоплазма, съдържаща нуклеоплазма (ядро) и конституенти: цитоплазма.  От своя страна цитоплазмата е била разглеждана и подразделяна на неразтворими структури (органели и цитоскелет) и течен компонент (наричан енхилема, сок, хиалоплазма, парамитон, интерфиларно вещество или базова субстанция). До неотдавна за цитозола се считаше, че е просто разтвор от молекули, но с напредъка на молекулярната биология се установи, че той притежава много нива на подреденост. Това включва микроелементи и електролити, по-големи ензимни комплекси, участващи в метаболитните пътища, и огромни протеини – протеазоми и карбоксизоми, които обрамчват и ограничават определени части на цитозола.
- Терминът „цитозол“ за пръв път е въведен през 1965 от Х. А. Ларди вследствие на експерименти с ултрацентрофугиране на клетки и разделянето на отделните градивни елементи според масата им, като неразтворимите са се утаявали и са образували пелети, а всички разтворими са се смесвали в супернатант. [13] Този разтворим клетъчен екстракт не е идентичен с разворимите части на клетъчната цитоплазма и обикновено се нарича цитоплазмена фракция (част).[14]
- Днес треминът цитозол се отнася до течната фаза на цитоплазмата в неразрушената клетка[14]. По този начин се изключват онези разтворими субстанции, които иначе биха попаднали в супернатанта след центрофугиране, докато истинското им място е вътре в клетъчните органели.[15]

- Някои специалисти предпочитат да употребяват за описание на течното съдържание на живата клетка термина аквеозна цитоплазма вместо цитозол, за да няма объркване с клетъчните екстракти. [13]

## Състав и характеристики
Цитозолът се състои главно от вода, електролити, микроелементи, молекули и разнообразни протеини във вид на: (1) транспортери, (2) ензими, (3) микротръбички и влакна, (4) мастни киселини и техните производни и др. Болшинството от непротеиновите елементи в цитозола са леки и имат маси, не по-големи от 300 далтона (Da). . Сместа от малките молекули в цитозола е извънредно комплексна: повече от 200 000 вещества са били изолирани например от различни растителни клетки (очевидно не от един, а от много различни видове и клетки).  Така например биохимичните оценки за вида на метаболитите на клетките на Ешерихия коли  или хлебната мая, Saccharomyces cerevisiae , предсказват около 1000 различни вещества.

### Вода
Консистенцията на цитозола, както и концентрацията на разтворени елементи и суспендирани частици, варира, като количествено водата е около 70%, а по други проучвания – 75 до 90% от теглото на цитозола.  Изследвания на соленоводни скариди в концентрирана солена саламура показват, че относителното намаляване на концентрацията на вода в цитозола под 80% от нормалните ѝ количества (т. е. ако обикновено цитозолът е 70% вода – след намалението водата се равнява само на 56% от обема на цитозола) води до значително забавяне на метаболизма, а при пад на концентрацията до 30% от нормалното метаболизмът спира напълно с изсъхването на клетката. 
Макар водата да представлява по-голямата част от съдържанието на цитозола, функциите и качествата ѝ в клетката, освен като обем, в който се извършват реакциите, не са напълно изяснени. Тестове като например ЯМР (ядрено-магнитен резонанс) дават информация само за общата структура на водата, но не и за местните ѝ вариации на микроскопично ниво. Дори чистата вода е сложна за описание поради редица молекулярни взаимодействия и водородни връзки. Класическата представа за водата в цитозола е, че 5% от нея е във вид на разтворител за микро- и макромолекули и елементи, докато останалата част се намира в свободно чисто състояние.. Тази вода разтворител не е отговорна за осмотичните процеси и може да има различни качества на разтворител, така че някои от разтворените молекули биват изключвани от участие при създаване на осмотичен градиент, а други биват концентрирани, като водата ги напуска. , 
Други мнения по този въпрос твърдят, че ефектът на високите концентрации на макромолекули се разпростира из целия цитозол и водата в клетката има съвършено различно поведение от това в разредени разтвори.
Такива хетродоксални идеи включват предложения за зони на ниско и високо концентрирана (плътна) вода, които биха могли да имат огромен ефект за други структури и функции на клетката. , 

### Киселинност (pH)
Според вида на клетките и според функциите си човешките клетки поддържат pH (киселинност) около 7.3 – 7.5, докато извънклетъчните течности имат тенденция да са по-киселинни и средното количество на pH за тях е 7.4. 

### Вискозитет
Вискозитетът на цитоплазмата е приблизително равен на този на водата, обаче дифузията и движението на малки молекули в цитоплазмата се затормозяват от огромния брой сблъсквания с макромолекулите на цитозола..

### Йони
Концентрациите на йони и молекули в цитозола, особено тези на натрия и калия, се различават от концентрациите им в извънклетъчната течност. Благодарение на тези различни концентрации са възможни осморегулацията и клетъчното сигнализизиране, както и множество метаболитни процеси. Вътре в клетката концентрациите на различните йони и молекули, на голям брой заредени частици (като протеини и нуклеинови киселини) коренно се различават от тези извън клетката. Така например за човешката клетка основният вътреклетъчен електролит е калият, докато извънклетъчният е натрият..
Тази разлика в концентрациите им е критична за осморегулацията, тъй като ако нивата на йоните вътре и извън клетката са равни, водата би влизала постоянно чрез осмоза, понеже макромолекулите вътр0е в клетките са по-концентрирани и следователно упражняват по-голямо осмотично привличане. Вместо това натриевите йони постоянно се изпомпват навън, докато калиевите – навътре от Na+/K+ аденинтрифосфатазата, след което калиевите йони изтичат по градиента си през калиевите канали. Сумарният ефект за клетъчната мембрана е създаването на отрицателен мембранен потенциал. За да балансират потенциалната разлика, отрицателно заредените хлоридни йони също напускат клетката през селективни хлоридни канали. Загубата на натриевите и хлоридните йони компенсира осмотичния ефект на концентрираните макромолекули вътре в клетката. Освен по този начин клетките се справят с промени на осмотичните налягания чрез акумулиране в цитозола на разнообразни активни вещества – осмопротектанти, като Бетаин (английски: betaines) или трехалоза (английски: trehalose).  Такива вещества могат да позволят на клетката да се справи с остра дехидратация, като влезе в етап на суспендирана анимация, позната още като криптобиоза.. В това състояние цитозолът и осмопротектантите се преобразяват в стъклоподобна маса, стабилизираща протеините и клетъчните мембрани и предпазваща ги от вредните ефекти на изсушаването (десикация).
Ниската концентрация на калций в цитозола позволява на този йон да изпълнява функцията на вторичен съобщител във веригата на калциевото сигнализиране. При него хормон или потенциал на действие отварят калциевите канали, позволявайки му да нахлуе в цитозола.  Рязкото покачване на нивата му се активира и от други сигнални молекули като калмодулина и С-протеин-киназата. 
| ЙОНИ                       | Концентрация в цитозола (мМ) | Концентрация в кръвта (мМ) |
| -------------------------- | ---------------------------- | -------------------------- |
| Калий                      | 139                          | 4                          |
| Натрий                     | 12                           | 145                        |
| Хлор                       | 4                            | 116                        |
| Бикарбонат                 | 12                           | 29                         |
| Аминокиселини в протеините | 138                          | 9                          |
| Магнезий                   | 0.8                          | 1.5                        |
| Калций                     | <0.0002                      | 1.8                        |

### Макромолекули
Цитозолът е сложен воден колоиден разтвор от химически вещества. Колоидите са електрически заредени, което способствува за взимното им отблъскване, оттам разделеността им и поддържане на електрохимичен градиент от основна важност за интрацелуларните и екстрацелуларните комуникации.  Протеини, неучастващи в клетъчната мембрана или цитоскелета, са разтворени в цитозола. Количеството на протеините е изключително високо и наближава 200 мг/мл. Това представлява около 20 – 30% от обема на цитозола. 
Обаче прецизното определяне на това, колко протеин е разтворен в цитозола, е трудно, тъй като някои протеини са слабо асоциирани с мембраните на клетъчните органели в целите клетки и се разтварят при цитолиза. 
Експерименти със сапонин, при които клетъчната мембрана е внимателно нарушена без разкъсване на другите мембрани, показват, че само 25% от клетъчните протеини се освобождават в разтвора. По-късно тези клетки показват, че са в състояние да произвеждат протеини при подадени АТФ и аминокиселини, имплицирайки наличието на прикрепени към цитоскелета ензими. .
Това не е достатъчна индикация в подкрепа на някои доскорошни идеи, че болшинството цитозолни протеини са прикрепени един към друг в гъсто преплетена микротрабекуларна мрежа.  Цитозолът съдържа и много макромолекули, които в определени ситуации могат драстично да променят клетъчната конформация и поведение благодарение на макромолекулно натрупване., , ,  Това се получава, когато ефективната концентрация на другите макромолекули е увеличена така, че другите молекули са възпрепятствани в движенията си. 
Изключително важна е възможността на макромолекулното натрупване да повлияе на дисоциационната константа в полза на дисоцииране на макромолекулите по време на формиране на протеинови комплекси или когато ДНК-скрепяващите протеини се прикрепват към целта си в клетъчния геном. 